# Cosby (Misuri)
Cosby es una villa ubicada en el condado de Andrew en el estado estadounidense de Misuri. En el Censo de 2010 tenía una población de 124 habitantes y una densidad poblacional de 509,33 personas por km².

## Geografía
Cosby se encuentra ubicada en las coordenadas 39°51′49″N 94°40′47″O / 39.86361, -94.67972. Según la Oficina del Censo de los Estados Unidos, Cosby tiene una superficie total de 0.24 km², de la cual 0.24 km² corresponden a tierra firme y (0%) 0 km² es agua.

## Demografía
Según el censo de 2010, había 124 personas residiendo en Cosby. La densidad de población era de 509,33 hab./km². De los 124 habitantes, Cosby estaba compuesto por el 99.19% blancos, el 0% eran afroamericanos, el 0% eran amerindios, el 0% eran asiáticos, el 0% eran isleños del Pacífico, el 0.81% eran de otras razas y el 0% pertenecían a dos o más razas. Del total de la población el 0.81% eran hispanos o latinos de cualquier raza.